# Válka v Afghánistánu (2001–2021)
Válka v Afghánistánu byl ozbrojený konflikt, který probíhal v letech 2001 až 2021. Válka byla zahájena jako přímá reakce na útoky z 11. září, kdy mezinárodní vojenská koalice vedená Spojenými státy napadla Afghánistán a vyhlásila operaci Trvalá svoboda za součást dříve vyhlášené války proti terorismu. Jako cíl invaze bylo stanoveno zajetí Usámy bin Ládina a dalších členů Al-Káidy, zničení islamistického režimu Tálibánu, který Al-Kaidu podporoval a poskytoval jí bezpečné zázemí, nastolení míru, ochrana obyvatelstva, rekonstrukce zničených oblastí, výcvik afghánské policie a armády a pomoc s ustanovením státní samosprávy.
Následně došlo ke svržení Islámského emirátu ovládaného Tálibánem a vzniku islámské republiky o tři roky později. Tálibán a jeho spojenci byli vyhnáni z hlavních populačních center silami vedenými USA, které podporovaly protitálibánskou Severní alianci. Usáma bin Ládin se mezitím přemístil do sousedního Pákistánu. Po svržení Tálibánu a jeho spojenců zůstala koalice vedená USA v Afghánistánu a vytvořila bezpečnostní misi ISAF schválenou OSN s cílem vytvořit v zemi novou demokratickou autoritu, která by zabránila Talibanu od návratu k moci. Do roku 2003 se Tálibán reorganizoval pod vedením svého zakladatele, mully Umara, a zahájil rozsáhlé povstání proti nové afghánské vládě a koaličním silám. Povstalci z Tálibánu a dalších islamistických skupin vedli asymetrickou válku, bojovali partyzánskou taktikou na venkově, sebevražednými útoky proti městským cílům a represálií proti domnělým afghánským kolaborantům. Do roku 2007 byly velké části Afghánistánu znovu dobyty Talibanem. V reakci na to koalice vyslala velký příliv vojáků do protipovstaleckých operací se strategií; tento příliv vyvrcholil v roce 2011, kdy pod velením ISAF operovalo v Afghánistánu zhruba 140 000 zahraničních vojáků.
Americká operace Neptunovo kopí v sousedním Pákistánu vedla v květnu 2011 k zabití Usámy bin Ládina a vůdci NATO začali plánovat strategii odchodu z Afghánistánu. Dne 28. prosince 2014 NATO formálně ukončilo bojové operace ISAF v Afghánistánu a oficiálně převedlo plnou bezpečnostní odpovědnost na afghánskou vládu. Koaliční síly a afghánská vláda vedená Ašrafem Ghaním se obrátily na diplomacii, aby konflikt ukončily. Toto úsilí vyvrcholilo dohodou z Dauhá uzavřenou mezi Spojenými státy a Tálibánem v únoru 2020, která stanovila stažení všech amerických vojáků z Afghánistánu do roku 2021. Výměnou se Taliban zavázal zabránit jakékoli militantní skupině v organizování útoků z afghánského území proti USA a jejich spojencům. Afghánská vláda však nebyla stranou dohody a její podmínky odmítla. Současně se stažením vojáků zahájil Taliban během léta 2021 rozsáhlou ofenzívu a dne 15. srpna úspěšně obnovil kontrolu nad Afghánistánem, včetně hlavního města Kábulu. Téhož dne ze země uprchl poslední prezident islámské republiky Ašraf Ghaní; Taliban vyhlásil vítězství a válka byla formálně ukončena. Do 30. srpna odletělo z Afghánistánu poslední americké vojenské letadlo, čímž skončila vleklá vojenská přítomnost pod vedením USA v zemi.

## Průběh války

### Situace před invazí
Usáma bin Ládin, hlavní sponzor sítě Al-Káida, žil v Afghánistánu ovládaném hnutím Tálibán, kde vedl výcvikové tábory teroristů. Po teroristických útocích na americké velvyslanectví v Keni a Tanzanii v roce 1998 americké námořnictvo bombardovalo teroristické výcvikové tábory střelami s plochou dráhou letu odpalovanými z ponorek. Rada bezpečnosti OSN v reakci na útok na americké ambasády vydala v letech 1999 a 2000 rezoluce číslo 1267 a 1333 namířené proti Tálibánu, které obsahovaly finanční sankce a zákaz dovozu vojenského zařízení.
Ve svém projevu 20. září 2001 prezident USA George Bush v reakci na teroristické útoky na New York a Washington přednesl směrem k vůdcům Tálibánu čtyři požadavky: vydání Usámy bin Ládina a dalších vůdců Al-Káidy americkým autoritám, propuštění všech cizinců neoprávněně zadržovaných na Afghánském území a ochrana zahraničních novinářů, diplomatů a humanitárních pracovníků, okamžité a trvalé uzavření všech teroristických výcvikových táborů a předání všech teroristů a jejich podporovatelů příslušným orgánům. Tálibán vyžadoval důkazy o bin Ládinově vině, což Bush odmítl s tím, že s teroristy se nevyjednává.
Již 26. září 2001 bylo v údolí Pandžšír severně od Kábulu vysazeno několik příslušníků divize speciálních aktivit CIA, kteří vytvořili styčný tým pod volacím znakem „Jawbreaker“. Kromě specializovaného vybavení přinesl tým 3 miliony dolarů ve stodolarových bankovkách za účelem koupení podpory. Tým kontaktoval generála Mohammeda Fahima, velitele sil Severní aliance v oblasti a připravil cestu pro vstup speciálních sil do regionu a také pomocí satelitní komunikace umožnil okamžité předávání zpravodajských informací.

### Invaze
7. října 2001 v reakci na neochotu vydat bin Ládina z Afghánistánu, zahájil prezident USA George W. Bush vojenskou operaci na základě rezoluce RB OSN, která Tálibán na území Afghánistánu označila za hrozbu pro mezinárodní mír a bezpečnost, avšak nedala mu "zmocnění použít všech dostupných prostředků". Nicméně invaze byla ospravedlněna tím, že charta OSN ve svém článku 51 uznává přirozené právo na individuální nebo kolektivní sebeobranu, dokud Rada bezpečnosti neučiní opatření pro zachování mezinárodního míru a bezpečnosti. Tento článek také vyžaduje, aby učiněná opatření byla oznámena Radě bezpečnosti, což zástupci USA a Spojeného království učinili.
První fází byly letecké údery proti výcvikovým táborům teroristů organizace Al-Káida a vojenským zařízením režimu Tálibánu. Více než 40 zemí na Blízkém východě, Africe, Evropě a po celé Asii poskytly svůj letecký prostor k průletu či povolily přistání. K těmto úderům byly použity mimo jiné helikoptéry Apache a řízené střely Tomahawk. Útoky se původně zaměřovaly na Kábul, Džalalabád a Kandahár. Během několika dní byla většina vojenských zařízení vážně poškozena a protivzdušná obrana byla prakticky zničena. Tálibán byl od 14. října 2001 ochotný jednat o vydání Bin Ládina, což ale George W. Bush odmítl. Síly Severní aliance podporované americkými jednotkami speciálních sil zahájily postup proti jednotkám Tálibánu a 13. listopadu obklíčily Kábul. Druhého dne vstoupily do města, kde se nesetkaly s prakticky žádným odporem. Tálibánské síly ustoupily na jih do Kandaháru, který padl 7. prosince a po bitvě o jeskynní komplex Tora Bora, který byl poslední velkou baštou odporu, hlavní vůdci Tálibánu a Al-Káidy uprchli přes hranice do Pákistánu.

### Prozatímní vláda
Krátce po osvobození Kábulu byla v německém Bonnu uspořádána konference za účasti afghánských kmenových vůdců a představitelů protitálibánské opozice. Zde byla 5. prosince 2001 schválena dohoda o zřízení Prozatímní afghánské správy, která vstoupila v platnost při oficiálním převzetí moci 22. prosince. Prozatímní správa sestávala z prozatímní vlády, nejvyššího soudu a zvláštní nezávislé komise pro mimořádné události (Lója džirga). Prozatímní vláda se skládala z předsedy, pěti místopředsedů a 24 ministrů. Vůdce paštunské delegace Hamid Karzáí byl zvolen předsedou prozatímní správy. Tato prozatímní správa fungovala do 13. července 2002 kdy ji nahradil tzv. Přechodný islámský stát Afghánistán. Současně s ustanovením prozatímní správy schválila OSN mandát pro Mezinárodní bezpečnostní podpůrné síly (ISAF), což byla mezinárodní vojenská mise pod vedením NATO, jejímž úkolem bylo zajistit Kábul s okolím proti Tálibánu, Al-Káidě i místním bojůvkám, aby mohla vláda Hámida Karzaje fungovat. V prvních dvou letech byla působnost ISAF omezena jen na Kábul a okolí, z hlediska vojenské organizace tak šlo o jednotku odpovídající divizi; teprve v říjnu 2003 Rada bezpečnosti autorizovalo rozšíření mise na celý Afghánistán. V květnu téhož roku americký ministr obrany Donald Rumsfeld při návštěvě Kábulu oznámil, že "větší boje skončily a je čas na rekonstrukci země". V Afghánistánu tehdy bylo osm tisíc amerických vojáků.

### Tálibánská revolta
Revolta, označovaná jako „Neo-Tálibánské povstání“ se začala projevovat během roku 2003 a prudce eskalovala během let 2005-2006, kdy poprvé od operace Anakonda v roce 2002 došlo k většímu střetu v provincii Kandahár (bitva u Pašmulu), při které přišlo o život více než 1000 Tálibánců. Na intenzitě nabíraly akce Tálibánců i v letech následujících. Jejich způsob boje bývá označován jako válčení čtvrté generace, kdy hlavním cílem povstalců je spíše psychika protivníka. V boji tak zřídka kdy docházelo k velkým bitvám, povstalci se spíše snažili o nastavování výbušnin u cest, přepady koaličních a vládních jednotek, rychlé útoky na vojenské základny či únosy a popravy nepřátelských osob. Násilí, které vyvolával, se dělo v cyklických periodách, kdy je zde jasně patrné, že během jara a léta vojenské aktivity stoupaly, aby v období zimy výrazně poklesly.

### Návrat Tálibánu
Dohoda z Dauhá (přirovnávaná k Mnichovské dohodě) podepsaná mezi tehdejší americkou vládou prezidenta Donalda Trumpa a Tálibánem stanovila definitivní stažení amerických vojsk do 1. května 2021. Na počátku května 2021 administrativa prezidenta Joe Bidena začala stahovat americká vojska z Afghánistánu. Své vojáky začaly stahovat také ostatní členské státy NATO. Tálibán situace využil a začal Afghánistán postupně obsazovat. Většinu měst obsadili bez boje, jelikož afghánská vládní vojska se vzdala. Mezitím se vojska Američanů a jejich spojenců vrátila do Afghánistánu, ovšem pouze kvůli evakuaci svých ambasád. Opět bez odporu obsadil Tálibán 15. srpna 2021 hlavní město Kábul. Západní státy narychlo evakuovaly své občany a ze země se snažilo uprchnout také mnoho Afghánců. Prezident USA Joe Biden vystoupil 16. srpna 2021 s projevem, v němž uvedl, že nelze bojovat na straně afghánské vlády, když její vojska nejsou ochotna bojovat za svou zemi. Někteří kritici přirovnali pád Kábulu k pádu Saigonu v roce 1975. V noci na 31. srpna 2021 pak byla po téměř 20 letech definitivně ukončena přítomnost USA v Afghánistánu, kdy kolem půlnoci místního času opustili afghánské území poslední američtí vojáci a spolu s nimi i americký velvyslanec.

## Statistika
Náklady na válku pro Spojené státy
- celkem: 2,26 bilionů $, z toho 887 miliard $ bylo určeno na rekonstrukci na projektu pro obnovu Afghánistánu
- celkem 20 666 zraněných amerických vojáků
- 2 312 zabitých amerických vojáků

IPPNW, celosvětová skupina 63 národních lékařských organizací, odhaduje, že za deset let trvání války v Afghánistánu zahynulo 220 000 lidí.
Válka v Afghánistánu si za 20 let vyžádala 242 000 životů, z toho přes 40 000 tvořili civilisté a amerických vojáků a jejich spojenců padlo přes 3,5 tisíce (z toho 14 českých vojáků), Tálibánců přes 84 000. Zbytek připadá na afghánskou armádu a policii. Své domovy kvůli válce opustilo přes 5 milionů lidí. Jen Spojené státy stála válka v Afghánistánu odhadem víc než 21 bilionů korun (978 miliard dolarů).

## Kritika
Spojené státy v roce 2009 přiznaly, že používají ve válce v Afghánistánu munici s bílým fosforem. Při útocích proti nepřátelským objektům došlo také k zasažení afghánských civilistů. Podle Ženevských konvencí je použití bílého fosforu proti lidem zakázáno. Bílý fosfor je nebezpečnou chemickou zbraní, která způsobuje strašlivé popáleniny.
V roce 2010 prozradil whistleblower mezi vojáky, že skupina amerických vojáků, kteří si říkali Kill Team, zavraždila nejméně tři afghánské civilisty a části jejich těl pak sbírala jako trofeje. Pět vojáků obviněných z vraždy stanulo před vojenským soudem.
Při sérii opakovaných útoků americké armády 3. října 2015 v Kundúzu na nemocnici, kterou provozuje organizace Lékaři bez hranic, zahynulo 42 lidí včetně lékařů a nemocničního personálu. Americká armáda útok označila za kombinaci neúmyslných lidských selhání, technických chyb a špatného postupu a zahájila kázeňské řízení s 16 vojáky. Prezident Obama a velitel spojeneckých sil v Afghánistánu John Campbell se za útok omluvili.
Z uniklých dokumentů vyplývá, že při náletech bezpilotních letounů v Afghánistánu tvořili civilisté přibližně 90 % obětí. Podle Amnesty International se Spojené státy při útocích bezpilotních letounů dopouštějí válečných zločinů, protože při útocích umírá velké množství neozbrojených civilistů. Útoky bezpilotních letounů označil za porušení mezinárodního práva také vyšetřovatel OSN Ben Emmerson.
V prosinci 2019 deník The Washington Post zveřejnil přes 2 000 stran odtajněných dokumentů nazvaných Afghanistan Papers, které jsou srovnávány s Pentagon Papers z dob amerického nasazení ve Vietnamské válce. Z Afghanistan Papers plyne, že američtí generálové, diplomati a politici veřejnosti soustavně lhali o situaci v Afghánistánu, aby zdůvodnili další boje, ač věděli, že válku nelze vyhrát.